# Łęg Leśny
Łęg Leśny (deutsch Mittenwalde) ist ein kleiner Ort in der polnischen Woiwodschaft Ermland-Masuren und gehört zur Gmina Szczytno (Landgemeinde Ortelsburg) im Powiat Szczycieński (Kreis Ortelsburg).

## Geographische Lage
Łęg Leśny liegt in der südlichen Mitte der Woiwodschaft Ermland-Masuren, unmittelbar an der südwestlichen Stadtgrenze der Kreisstadt Szczytno (deutsch Ortelsburg) und drei Kilometer vom Stadtzentrum entfernt.

## Geschichte
Das Forsthaus Mittenwalde mit im Jahre 1905 sieben Einwohnern gehörte als Wohnplatz zum Gutsbezirk Forst Korpellen (polnisch Korpele), später bis 1945 zur Stadtgemeinde Ortelsburg (Szczytno), im ostpreußischen Kreis Ortelsburg.
Seit 1945 und der in Kriegsfolge vorgenommenen Überstellung des südlichen Ostpreußens an Polen trägt der kleine Ort die polnische Namensform „Łęg Leśny“ und ist heute eine Waldsiedlung (polnisch Osada leśna) innerhalb der Landgemeinde Szczytno (Ortelsburg) im Powiat Szczycieński (Kreis Ortelsburg), bis 1998 der Woiwodschaft Olsztyn, seither der Woiwodschaft Ermland-Masuren zugehörig.

## Kirche
Bis 1945 war Mittenwalde in die evangelische Kirche Ortelsburg in der Kirchenprovinz Ostpreußen der Kirche der Altpreußischen Union sowie in die römisch-katholische Pfarrkirche Ortelsburg im Bistum Ermland eingegliedert.
Bis in die jüngere Zeit gehörte Łęg Leśny kirchlicherseits wie ehedem zur Kreisstadt: zur dortigen katholischen Pfarrei, zum Erzbistum Ermland zugehörig, und zur evangelischen Pfarrei in Szczytno, in der Diözese Masuren der Evangelisch-Augsburgischen Kirche in Polen gelegen.

## Verkehr
Łęg Leśny liegt am Ende der durch das südwestliche Stadtgebiet von Szczytno verlaufenden ulica Leśna (bis 1945: Mittenwalder Weg). Die nächste Bahnstation bildet die Stadt Szczytno an den Bahnstrecken Olsztyn–Ełk und Ostrołęka–Szczytno, die nur noch ab Chorzele befahren wird.